# Politique en Guyane
 (juin 2021).
La Guyane, ancienne colonie française, est un département d'outre-mer depuis 1946 et une région depuis les lois de décentralisations de 1982.

## Histoire

### XIXesiècle
Au début du XIXe siècle, la colonie de Guyane française, qui s'étend le long de la côte, est largement sous contrôle d'une petite aristocratie fondée sur la propriété des plantations esclavagistes et le contrôle du commerce triangulaire. En 1830 puis en 1848, la traite des noirs et l'esclavage sont abolis, et la Guyane devient une colonie « de premier rang », c'est-à-dire qu'elle a accès aux institutions représentatives, dont surtout le Parlement français. Toutefois, malgré la fin du système esclavagiste qui a engendré l'idéologie raciste, les discriminations persistent envers les citoyens racisés en tant qu'« hommes de couleur » (qui ne sont dès lors plus appelés, comme du temps de l'esclavage, « gens de couleur libres »). Ainsi, il n'y a initialement aucune personne noire parmi les députés guyanais, et la Guyane est largement régie par les fonctionnaires du ministère de la Marine et des Colonies, c'est-à-dire l'armée. Afin d'obtenir des conditions de vie dignes et pour que leurs voix soient entendues dans la gestion de la colonie, les hommes de couleur se saisissent des voies politiques tout au long du XIXe siècle en faisant particulièrement appel à un aspect de l'idéologie coloniale française, selon laquelle le processus d'assimilation pourrait permettre aux colonisés de devenir les égaux des métropolitains. Ainsi l'élection des députés de Guyane à l'Assemblée nationale et leur rapport avec les gouverneurs est un enjeu politique fortement débattu.

## Statut
Elle constitue avec la Guadeloupe et la Martinique, situées dans les Antilles, les départements français d'Amérique (DFA). Elle est aussi la plus grande des neuf régions ultrapériphériques de l'Union européenne.
Jusqu'en 2016, le territoire était géré par deux collectivités territoriales :
- le conseil général de la Guyane, renouvelé tous les 6 ans lors des élections cantonales. Le territoire est divisé en 19 cantons, élisant chacun un conseiller général. Les dernières élections datent de mars 2011.
- le conseil régional de la Guyane, renouvelé tous les 6 ans lors des élections régionales. Il est composé de 31 conseillers régionaux. La dernière élection date de mars 2010.

Lors du référendum du 24 janvier 2010, le statut de collectivité territoriale unique a été adopté par la population, en même temps qu'une évolution statutaire similaire en Martinique. Le 11 janvier précédent, l'établissement d'une collectivité plus autonome (article 74 de la Constitution) avait été rejetée par les électeurs.
La loi no 2011-884 du 27 juillet 2011 relative aux collectivités territoriales de Guyane et de Martinique a prévu leur mise en place en mars 2014. Cette mise en place intervient finalement en décembre 2015, en même temps que le renouvellement des conseils régionaux de l'ensemble du territoire français.
La Guyane est dotée d’une assemblée de cinquante-et-un membres, assemblée dont sont issus une commission permanente et un conseil économique, social et environnemental. Ces institutions obéissent essentiellement aux mêmes règles que les autres conseils régionaux. Sur le plan électoral, la Guyane constitue une circonscription électorale unique, composée de plusieurs sections dont le nombre sera arrêté par décret en Conseil d'État. Un scrutin de liste proportionnel à deux tours à la plus forte moyenne, avec une prime majoritaire de 20 % des sièges à pourvoir, a été retenu.
Au niveau communal, il existe 22 communes dirigées par des maires. Certaines de ces communes, comme Maripasoula et Camopi, ont des superficies supérieures aux départements métropolitains. De plus, certaines communes sont subdivisées en villages supervisés par des capitaines. Les dernières élections datent de mars et octobre 2020.

## Représentation politique et administrative

### Préfets et arrondissements

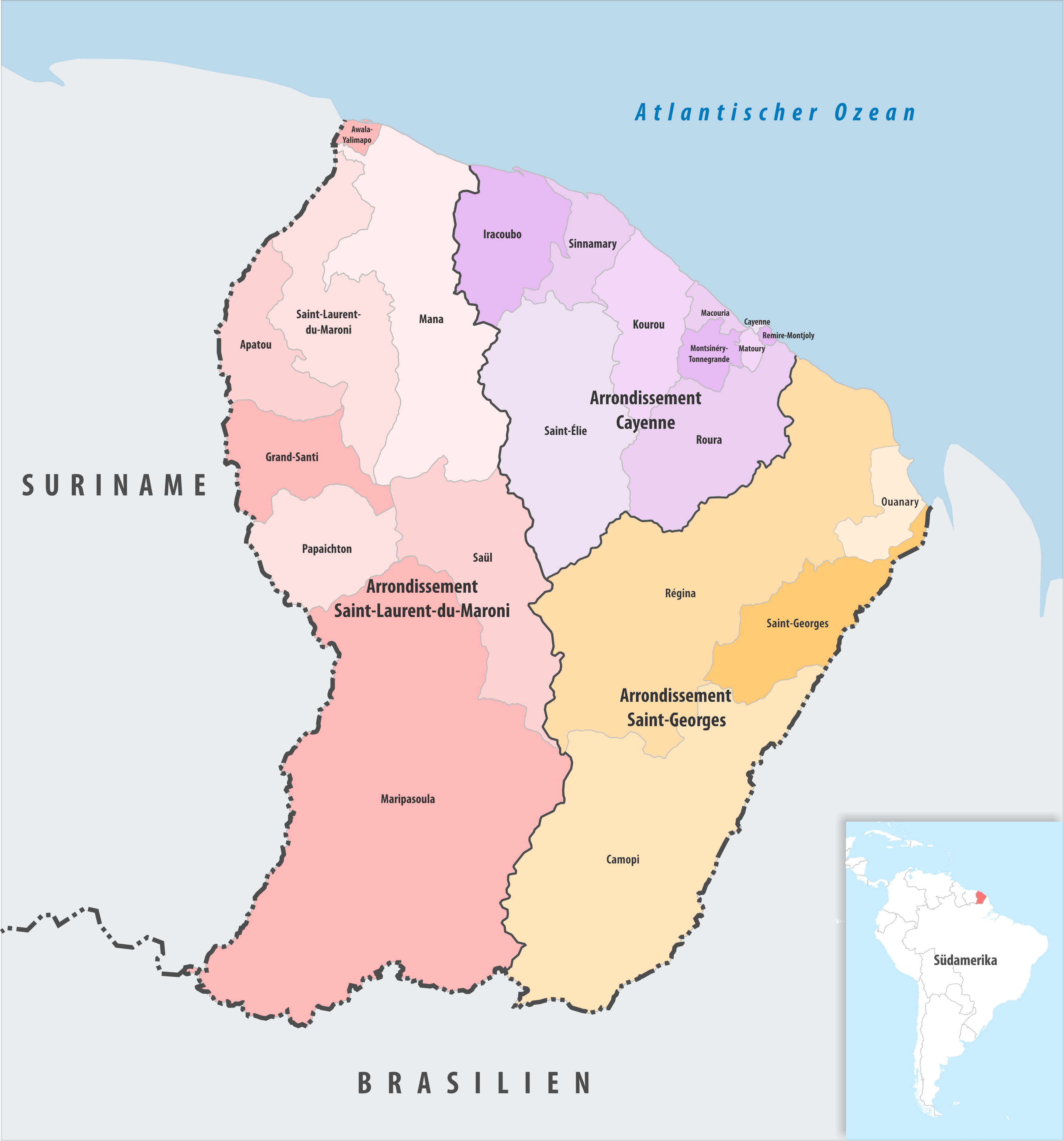
Arrondissements

La préfecture de la Guyane est localisée à Cayenne. Le département possède en outre deux sous-préfectures à Saint-Georges et Saint-Laurent-du-Maroni, qui ont remplacés l'arrondissement de l'Inini en 1969.

### Députés et circonscriptions législatives

Circonscriptions et affiliations à l'issue des élections de 2024.

| Circ. | Nom                |  | Parti | Groupe                           | Suppléant         |
| ----- | ------------------ |  | ----- | -------------------------------- | ----------------- |
| 1re   | Jean-Victor Castor |  | MDES  | Gauche démocrate et républicaine | Éline Grand-Émile |
| 2e    | Davy Rimane        |  | PLD   | Gauche démocrate et républicaine | Clarisse Da Silva |

### Sénateurs
| Nom                       |  | Parti | Groupe                                                      | Autres mandats (passés ou actuels) |
| ------------------------- |  | ----- | ----------------------------------------------------------- | ---------------------------------- |
| Georges Patient           |  | GR    | Rassemblement des démocrates, progressistes et indépendants | Maire de Mana (1989 → 2017)        |
| Marie-Laure Phinéra-Horth |  | NFG   | Rassemblement des démocrates, progressistes et indépendants | Maire de Cayenne (2010 → 2020)     |

### Conseillers territoriaux
| Section              | Groupe                                  | Nom                     | Parti | Parti  |
| -------------------- | --------------------------------------- | ----------------------- | ----- | ------ |
| Cayenne              | Guyane Kontré pour avancer sans limites | Gabriel Serville        |       | Péyi G |
| Cayenne              | Guyane Kontré pour avancer sans limites | Patricia Saïd           |       | DVG    |
| Cayenne              | Guyane Kontré pour avancer sans limites | Jean Luc Le West        |       | DVG    |
| Cayenne              | Guyane Kontré pour avancer sans limites | Muriel Briquet          |       | DVG    |
| Cayenne              | Guyane Kontré pour avancer sans limites | Chester Leonce          |       | NFG    |
| Cayenne              | Guyane Kontré pour avancer sans limites | Bernadette Dulonca      |       | DVG    |
| Cayenne              | Guyane Kontré pour avancer sans limites | Zadkiel Saint-Orice     |       | DVG    |
| Cayenne              | Guyane Kontré pour avancer sans limites | Christiane Barbe        |       | DVG    |
| Cayenne              | Guyane Kontré pour avancer sans limites | Serge Long-Him-Nam      |       | DVG    |
| Cayenne              | Unis et engagés pour notre territoire   | Rodolphe Alexandre      |       | GR     |
| Cayenne              | Unis et engagés pour notre territoire   | Audrey Marie            |       | DVC    |
| Cayenne              | Unis et engagés pour notre territoire   | Boris Chong-Sit         |       | LR     |
| Petit Couronne       | Guyane Kontré pour avancer sans limites | Philippe Bouba          |       | LFI    |
| Petit Couronne       | Guyane Kontré pour avancer sans limites | Aïssatou Chambaud       |       | PSG    |
| Petit Couronne       | Guyane Kontré pour avancer sans limites | Roger Aron              |       | Péyi G |
| Petit Couronne       | Guyane Kontré pour avancer sans limites | Sherly Alcin            |       | LFI    |
| Petit Couronne       | Guyane Kontré pour avancer sans limites | Lucien Alexander        |       | DVG    |
| Petit Couronne       | Guyane Kontré pour avancer sans limites | Marie-Lucienne Rattier  |       | DVG    |
| Petit Couronne       | Guyane Kontré pour avancer sans limites | Thibault Lechat-Vega    |       | Péyi G |
| Petit Couronne       | Guyane Kontré pour avancer sans limites | Violaine Machichi-Prost |       | DVG    |
| Petit Couronne       | Unis et engagés pour notre territoire   | Claude Penet            |       | DVC    |
| Petit Couronne       | Unis et engagés pour notre territoire   | Isabelle Patient        |       | DVD    |
| Petit Couronne       | Unis et engagés pour notre territoire   | Julnor Bélizaire        |       | GR     |
| Grande Couronne      | Guyane Kontré pour avancer sans limites | Emmanuel Prince         |       | Péyi G |
| Grande Couronne      | Guyane Kontré pour avancer sans limites | Karine Cresson-Ibris    |       | MDES   |
| Grande Couronne      | Guyane Kontré pour avancer sans limites | Christian Noko          |       | DVG    |
| Grande Couronne      | Unis et engagés pour notre territoire   | Jean-Claude Labrador    |       | DVD    |
| Oyapock              | Guyane Kontré pour avancer sans limites | René Monerville         |       | DVG    |
| Oyapock              | Unis et engagés pour notre territoire   | Pierre Désert           |       | GR     |
| Oyapock              | Unis et engagés pour notre territoire   | Léda Georges            |       | DVC    |
| Les Savanes          | Guyane Kontré pour avancer sans limites | Annie Robinson-Chocho   |       | Péyi G |
| Les Savanes          | Guyane Kontré pour avancer sans limites | Patrick Cosset          |       | Péyi G |
| Les Savanes          | Guyane Kontré pour avancer sans limites | Isabelle Vernet         |       | DVG    |
| Les Savanes          | Guyane Kontré pour avancer sans limites | Enrico William          |       | Péyi G |
| Les Savanes          | Unis et engagés pour notre territoire   | François Ringuet        |       | GR     |
| Les Savanes          | Unis et engagés pour notre territoire   | Magda Soesanna          |       | DVC    |
| Haut-Maroni          | Guyane Kontré pour avancer sans limites | Raymond Déyé            |       | DVG    |
| Haut-Maroni          | Guyane Kontré pour avancer sans limites | Mirta Tani              |       | DVG    |
| Haut-Maroni          | Guyane Kontré pour avancer sans limites | François Bagadi         |       | DVG    |
| Haut-Maroni          | Unis et engagés pour notre territoire   | Denis Galimot           |       | DVC    |
| Haut-Maroni          | Unis et engagés pour notre territoire   | Juilette Daniel         |       | GR     |
| Haut-Maroni          | Unis et engagés pour notre territoire   | Félix Dada              |       | DVG    |
| Haut-Maroni          | Unis et engagés pour notre territoire   | Sergina Télon           |       | DVC    |
| St-Laurent-du-Maroni | Guyane Kontré pour avancer sans limites | Jean-Paul Fereira       |       | AGEG   |
| St-Laurent-du-Maroni | Guyane Kontré pour avancer sans limites | Samantha Cyriaque       |       | MDES   |
| St-Laurent-du-Maroni | Guyane Kontré pour avancer sans limites | Jessi Americain         |       | DVG    |
| St-Laurent-du-Maroni | Guyane Kontré pour avancer sans limites | Keena Perlet            |       | DVG    |
| St-Laurent-du-Maroni | Guyane Kontré pour avancer sans limites | Gilles le Gall          |       | G·s    |
| St-Laurent-du-Maroni | Unis et engagés pour notre territoire   | Crépin Kezza            |       | DVC    |
| St-Laurent-du-Maroni | Unis et engagés pour notre territoire   | Catherine Léo           |       | DVC    |
| St-Laurent-du-Maroni | Unis et engagés pour notre territoire   | Benfelino Waarheid      |       | DVC    |
| St-Laurent-du-Maroni | Unis et engagés pour notre territoire   | Nelly Desmangles        |       | DVG    |
| Basse-Mana           | Guyane Kontré pour avancer sans limites | Tiarrah Steenwinkel     |       | DVG    |
| Basse-Mana           | Guyane Kontré pour avancer sans limites | Jocelyn Thérèse         |       | DVG    |
| Basse-Mana           | Unis et engagés pour notre territoire   | Albéric Benth           |       | DVC    |

### Présidents d'intercommunalités
| Carte des intercommunalités de la Guyane au 1er janvier 2021. |    |                  |                  |       |       |          |            |
|                                                               |    | Intercommunalité | Président        | Parti | Parti | Élection | Population |
|                                                               | CA | Centre Littoral  | Serge Smock      |       | DVG   | 2020     | 151 103    |
|                                                               | CC | Est Guyanais     | Georges Elfort   |       | PSG   | 2015     | 8 557      |
|                                                               | CC | Ouest guyanais   | Sophie Charles   |       | DVD   | 2018     | 97 568     |
|                                                               | CC | Savanes          | François Ringuet |       | GR    | 2014     | 29 390     |

### Maires

Carte des 22 communes de la Guyane au 1er janvier 2024.

| Commune                 | Maire             |  | Parti      | Élection | Population |
| ----------------------- | ----------------- |  | ---------- | -------- | ---------- |
| Apatou                  | Moïse Edwin       |  | DVG        | 2021     | 10 059     |
| Cayenne                 | Sandra Trochimara |  | NFG        | 2020     | 63 956     |
| Grand-Santi             | Félix Dada        |  | PSG (app.) | 2020     | 9 390      |
| Kourou                  | François Ringuet  |  | GR         | 2014     | 24 470     |
| Macouria                | Gilles Adelson    |  | DVG        | 2013     | 18 807     |
| Mana                    | Albéric Benth     |  | PSG (app.) | 2017     | 11 364     |
| Maripasoula             | Serge Anelli      |  | GR         | 2014     | 8 423      |
| Matoury                 | Serge Smock       |  | DVG        | 2017     | 35 551     |
| Papaichton              | Jules Deie        |  | DVD        | 2014     | 5 530      |
| Remire-Montjoly         | Claude Plénet     |  | GR         | 2020     | 27 037     |
| Saint-Laurent-du-Maroni | Sophie Charles    |  | DVD        | 2018     | 51 732     |

## Partis politiques
Trois tendances politiques se partagent la vie politique guyanaise. Les deux principales forces politiques restent, à l'instar du reste de la France, la droite loyaliste, représentée par Les Républicains et la gauche loyaliste, représentée par le parti socialiste guyanais (PSG), le Walwari (PRG), les forces démocratiques de Guyane (FDG), le parti socialiste (PS) et Guyane Ecologie (GE). Enfin, la troisième tendance politique est l'extrême-gauche indépendantiste, représentée par le MDES.

## Affaires
En 2021, les maires de Guyane découvre que leur association a fait l’objet d’un détournement de fonds s'élevant au total à 215 000 euros. Cette somme aurait été détournée par deux anciennes secrétaires mises à disposition de l’association des maires de Guyane par des associations qui auraient également joué un rôle ambigu dans cette affaire. Une procédure judiciaire est en cours.